# NGC 7081
NGC 7081 est une galaxie spirale située dans la constellation du Verseau. Sa vitesse par rapport au fond diffus cosmologique est de 2 951 ± 23 km/s, ce qui correspond à une distance de Hubble de 43,5 ± 3,1 Mpc (∼142 millions d'al). NGC 7081 a été découverte par l'astronome germano-britannique William Herschel en 1790.
La classe de luminosité de NGC 7081 est II et elle présente une large raie HI. Selon la base de données Simbad, NGC 7081 est une galaxie candidate au titre de galaxie active.

## Supernova
La supernova SN 2019sox a été découverte dans NGC 7081 le 16 octobre 2019 par le relevé astronomique ATLAS (Asteroid Terrestrial-impact Last Alert System). D'une magnitude apparente de 18,7 au moment de sa découverte, elle était de type II. Sa distance par rapport à la Terre a pu être estimée à environ 41 Mpc (∼134 millions d'al).